# That Dragon, Cancer
That Dragon, Cancer ist ein Kunstvideospiel, das von Ryan und Amy Green, Josh Larson und einem kleinen Team unter dem Namen Numinous Games entwickelt wurde. Das Spiel ist autobiografisch und basiert auf den Erfahrungen der Greens mit der Erziehung ihres Sohnes Joel, bei dem im Alter von zwölf Monaten Krebs im Endstadium diagnostiziert wurde. Obwohl Joel nur noch eine kurze Zeit zu leben hatte, überlebte er vier weitere Jahre, bevor er im März 2014 dem Krebs erlag.
Das Spiel ist so konzipiert, dass der Spieler die Höhen und Tiefen dieser Zeit im Stil eines Point-and-Click-Adventures erlebt und die Interaktivität und Immersion des Mediums nutzt, um die Geschichte auf eine Weise zu erzählen, wie es ein Film nicht kann. Ursprünglich wurde das Spiel entwickelt, um Ryans und Amys persönliche Erfahrungen mit Joel zu schildern, als sie sich seines Gesundheitszustands nicht sicher waren, aber nach seinem Tod haben sie einen Großteil des Spiels überarbeitet, um ihre Zeit und ihre Interaktionen mit Joel für den Spieler in Erinnerung zu halten und zu personalisieren.
That Dragon, Cancer sollte ursprünglich als zeitlich begrenzte Exklusivversion für die Ouya erscheinen, deren Macher die Entwicklung des Spiels mitfinanzierten. Mit der erweiterten Finanzierung und dem größeren Umfang des Spiels starteten die Entwickler in Zusammenarbeit mit Ouya eine Crowdfunding-Kampagne auf Kickstarter, um zusätzliche Mittel für die Fertigstellung des Spiels zu sichern und die gleichzeitige Veröffentlichung auf anderen Plattformen wie Microsoft Windows und Mac OS X zu gewährleisten. Das Spiel wurde am 12. Januar 2016 veröffentlicht, was Joels siebtem Geburtstag entsprochen hätte. Eine iOS-Version wurde im Oktober 2016 veröffentlicht. Das Spiel wurde als Beispiel für Videospiele als Kunstform und rohe autobiografische Erfahrung aus der Sicht der Eltern gelobt, die den Spieler dazu bringt, sich mit den schwierigen Emotionen und der Stärke des Glaubens der Greens auseinanderzusetzen. Parallel zum Spiel wurde 2016 der Dokumentarfilm Thank You for Playing ausgestrahlt, der sowohl die letzten Jahre von Joels Leben als auch die Entwicklung des Spiels dokumentiert.

## Hintergrund
That Dragon, Cancer, geht auf Erfahrungen zurück, die Ryan und Amy Green machten, nachdem bei ihrem dritten Kind Joel im Alter von zwölf Monaten ein atypischer teratoider/rhabdoider Tumor diagnostiziert worden war. Im November 2010 hatten die Ärzte dem Kind nur noch vier Monate zu leben gegeben, aber trotz der Entwicklung von sieben weiteren Tumoren lebte Joel noch vier Jahre nach seiner ersten Diagnose. Aufgrund seines Zustands war Joel geistig unterentwickelt und konnte nicht einmal im Alter von zwei Jahren sprechen. Er benötigte zusätzliche elterliche Betreuung und Aufsicht sowie zahlreiche Arzt- und Krankenhausbesuche für Palliativmedizin und Chemotherapie. Anfang 2014 verschlechterte sich Joels Zustand, und die Greens zogen vorübergehend von Colorado nach San Francisco, um an einer experimentellen Medikamentenstudie teilzunehmen. Da das neue Medikament die neuen Symptome des Jungen nicht lindern konnte, beschlossen die Greens auf Anraten des Hospizes, die Ernährungssonde zu entfernen, woraufhin er am 13. März 2014 im Alter von fünf Jahren starb.

## Spielprinzip
That Dragon, Cancer wird als Erkundungsspiel sowohl aus der Third-Person- als auch aus der First-Person-Perspektive durch eine Reihe von abstrahierten Szenen gespielt, die auf den Erfahrungen der Greens mit dem Aufwachsen von Joel basieren, vom Bekanntwerden seiner Krankheit bis zu seinem Tod. Der Spieler übernimmt die Rolle von Joels Eltern in 14 kleinen Vignetten, die einige der emotionalen Momente, die sie während Joels Leben erleben mussten, in Form von interaktiver Kunst einfangen. Der Spieler hat die Möglichkeit, mit den Figuren zu interagieren und bestimmte Entscheidungen zu treffen, die denen der Greens ähneln. In der ersten Szene, in der die Eltern von der Diagnose ihres Kindes erfahren, denkt der Spieler über die neue Verantwortung nach, die sie für die Betreuung des Kindes tragen, während er über die „Absurdität und Sterilität“ der Krankenhausumgebung nachdenkt. Das Spiel enthält einige Fantasien und phantasievolle Rekonstruktionen einiger realer Momente, die die Greens erlebt haben, wie z. B. eine Wagenfahrt im Krankenhaus, die als farbenfrohes Rennspiel inszeniert wird. Neben der Interaktivität enthält das Spiel Erzählungen von Ryan, Amy und anderen Familienmitgliedern sowie Aufnahmen wie Sprachnachrichten, die sie während ihrer Zeit mit Joel gemacht haben. Die Szenen enthalten Karten, Briefe und andere Erinnerungsstücke zur Unterstützung der Greens, die von Menschen geschickt wurden, die in ihrem Leben ähnliche Verluste erlitten hatten.

## Entwicklung
Ryan Green hatte die Idee zu diesem Spiel, als Joel vier Jahre alt war. Er und Amy, beide gläubige Christen, empfanden die zusätzlichen Jahre, die sie seit der ursprünglichen Diagnose mit Joel hatten, als ein Wunder. Vor dieser Idee hatte Green bereits einige kleinere Spiele geschrieben, die emotionaler sein sollten, wie z. B. Giga Wife, das zeigte, wie negativ die Interaktionen mit dem Ehepartner sein können, verglichen mit einem Tamagotchi-Spiel. In der Kirche kam Ryan die Idee zu That Dragon, Cancer, als sie über die letzten Jahre nachdachten. Er erinnerte sich insbesondere an eine Nacht im Krankenhaus, in der er versuchte, Joel vom Weinen abzuhalten, aber alles, was er tat, schien sein Weinen zu verschlimmern; erst nachdem er sich hingesetzt und zu Gott gebetet hatte, hörte Joel auf zu weinen; Ryan erinnerte sich daran, dass ihn das an ein Videospiel mit umgekehrten Spielmechanismen erinnerte. Er wollte seine Erfahrungen mit der Erziehung von Joel an ein größeres Publikum weitergeben und hatte das Gefühl, dass ein interaktives Videospiel ein besseres Medium wäre, um die Botschaft der Gnade zu vermitteln. Ryan erklärte, dass man mit Videospielen „diese Welt erschaffen und den Spieler auffordern kann, darin zu leben und das zu lieben, was man geschaffen hat“. Der Name des Spiels ist einer Geschichte entnommen, die die Greens ihren anderen Söhnen über Joels Krankheit erzählt hatten, und zwar in Form einer Allegorie, in der Joel ein tapferer Ritter war, der gegen einen Drachen namens Krebs kämpfte.
Ryan und Amy arbeiteten mit Josh Larson zusammen, einem Spieleentwickler, den Ryan 2010 kennengelernt hatte, als er bei Soma Games arbeitete, einem Entwickler für christliche Videospiele. Ihre Freundschaft entwickelte sich nach einem Game Jam im Jahr 2011 weiter. Die beiden begannen, über die gemeinsame Entwicklung eines Spiels zu sprechen, und Larson schlug vor, dass ihre Schwierigkeiten mit Joel ein starkes Projekt ergeben würden. Ende 2012 erklärte sich Larson bereit, ein Jahr lang auf eine Festanstellung zu verzichten, um von seinen Ersparnissen zu leben und das Spiel zum Leben zu erwecken, und nach Rücksprache mit Amy erklärte sich auch Ryan bereit, drei Monate lang bei der Entwicklung des Titels mitzuhelfen, bevor er zur Arbeit zurückkehrte. Nach Ablauf dieser Monate konnte Amy Ryan nicht dazu zwingen, wieder zu arbeiten, da beide der Meinung waren, dass das Spiel zu diesem Zeitpunkt fertiggestellt werden musste. Amy, eine Schriftstellerin, hatte bereits ein im Selbstverlag erschienenes Buch über ihre Erfahrungen mit Joel geschrieben, He's Not Dead Yet, und beteiligte sich als Autorin an dem Spiel, indem sie einige ihrer bestehenden Erzählungen in das Spiel einbrachte. The Greens und Larson gründeten das Studio Numinous Games, um den Titel zu vertreiben. Obwohl der Fortbestand des Studios vom Erfolg von That Dragon, Cancer abhängt, erwarten sie, dass sie weiterhin ähnliche emotionale Spiele entwickeln können, indem sie sich von anderen Geschichten Dritter inspirieren lassen, wobei sie davon ausgehen, dass eine geringere Beteiligung dazu beitragen wird, dass weitere Projekte reibungsloser verlaufen.
Ryan suchte nach Finanzierungsmöglichkeiten, um das Projekt zu unterstützen. Er hatte zunächst eine kurze Demonstration des Spiels entwickelt, die auf dem Versuch basierte, Joel in jener Nacht im Krankenhaus zu beruhigen, und die er und Larson auf der Game Developers Conference 2013 vorführten. In der übersetzten Szene der Demonstration war der Spieler in der Rolle von Ryan mit Joel zu Hause im Kinderzimmer, wo Joel ständig weinte. Obwohl dem Spieler zahlreiche Objekte wie Spielzeug und Bücher zur Verfügung stehen, um Joel zu beruhigen, funktioniert keines davon, und der Versuch, das Kinderzimmer zu verlassen, war verboten; erst als alle angebotenen Optionen ausprobiert waren, wurde dem Spieler die letzte Möglichkeit gegeben, sich hinzusetzen und zu beten, um Joel zu beruhigen. Die Demonstration erregte die Aufmerksamkeit vieler Medien vor Ort und rückte den Titel ins Rampenlicht. Mehrere Investoren meldeten sich und boten an, die Fertigstellung des Spiels zu finanzieren, aber einige dieser Investoren zogen sich später zurück, da sie das Projekt für zu riskant hielten. Ryan Green konnte sich einen Deal mit Ouya sichern, um das Spiel zu entwickeln, im Austausch für eine zeitlich begrenzte Exklusivität für die Mikrokonsole. Ein großer Teil davon stammte von Kellee Santiago, die zu dieser Zeit erst kürzlich zur Leiterin der Entwicklerabteilung von Ouya ernannt worden war. Nachdem sie das Spiel Anfang 2013 in seinem jetzigen Zustand gesehen hatte, hatte Santiago das Gefühl, dass es gemacht werden musste". Die Ouya-Finanzierung trug dazu bei, die Greens und Larson zu unterstützen, und ermöglichte es ihnen, drei weitere Entwickler einzustellen. Als Green den Ouya-Deal im August 2013 ankündigte, ein paar Monate nach der Veröffentlichung der Konsole, die nur lauwarm aufgenommen wurde, kritisierten viele Greens Entscheidung aufgrund der schlechten Wahrnehmung des Ouya-Systems sowie einer schlecht formulierten Twitter-Nachricht, mit der Ouya das Produkt angekündigt hatte. Green verteidigte seine Entscheidung für die Ouya mit dem Hinweis, dass das Unternehmen hinter dem Gerät gute Absichten verfolge, um das große Ziel zu erreichen.
Die zusätzliche Finanzierung war zwar erheblich, erweiterte aber den Umfang des Spiels und verursachte einige Rückschläge, so dass die Greens während der Entwicklung zeitweise von Darlehen und Spenden lebten. Nach Joels Tod im Jahr 2014 engagierte sich Ryan weiter für die Fertigstellung des Spiels, um Joels Andenken zu ehren und um mit seinem Verlust fertig zu werden, und nahm die Entwicklung kurz nach Joels Beerdigung wieder auf. Bis zu diesem Zeitpunkt war das Spiel in Unkenntnis von Joels Schicksal geschrieben worden, aber mit seinem Tod erkannte das Team, dass vieles von dem, was sie hatten, sich mehr auf die Erzählung von Ryans und Amys Seite konzentrierte und es sich eher wie ein egoistisches Werk anfühlte. Es gab auch Bedenken von Investoren bezüglich der Interaktivität des Titels. Sie haben etwa 70 % des Spiels umgeschrieben, um es stärker auf die Interaktionen mit Joel auszurichten. Ursprünglich sollte das Spiel damit enden, dass der Spieler eine Maschine mit zahlreichen Hebeln sieht, die er betätigen kann, was ihm ein gewisses Gefühl der Kontrolle gibt, aber wenn er das Innere der Maschine untersucht, stellt er fest, dass alle Hebel abgeklemmt sind und er keine Kontrolle über die Situation hat. Nach Joels Tod hielt man diese Szene für überflüssig und ersetzte sie dadurch, dass die Spieler ein letztes Mal mit Joel in einer Kathedrale in einer Art Jenseits interagieren, um die Geschichte abzuschließen. Mit dieser Änderung hoffte Ryan, dass das Spiel den Menschen helfen würde, den Verlust eines geliebten Menschen zu verarbeiten und sich anderen gegenüber zu öffnen. Eine der Designentscheidungen, die getroffen wurden, war die Darstellung der Charaktere im Spiel mit leeren Gesichtern. Ryan erklärte, dass sie als kleines Team nicht über die technischen Möglichkeiten verfügten, die Gesichter der Charaktere vollständig zu programmieren und zu animieren, und dass es den Spielern helfen würde, sich in die Rolle der Spielfiguren hineinzuversetzen, indem sie die Gesichter ohne Merkmale ließen.
Im November 2014, als die Ouya- und andere Investitionsgelder ausliefen, gab Ryan Green bekannt, dass sie sich entschieden hatten, auf die Ouya-Exklusivität zu verzichten, um eine möglichst große Wirkung für ihr Spiel zu erzielen. In Zusammenarbeit mit Ouya starteten sie eine Kickstarter-Kampagne mit dem Ziel, die Ouya-Version zeitgleich mit Versionen für Windows und Mac OS X zu veröffentlichen. Die Kampagne sollte 85.000 Dollar einbringen, um die geplante Veröffentlichung des Titels Mitte 2015 zu vermeiden, und würde, falls das Ziel erreicht würde, durch persönliche Darlehen und Mittel aus dem Indie Fund unterstützt werden. Die Kickstarter-Aktion war erfolgreich und brachte mehr als 100.000 Dollar von fast 3.700 Unterstützern ein. Mehrere Unterstützer teilten den Greens ihre eigenen Fotos und Geschichten über den Verlust ihrer Kinder in jungen Jahren aufgrund unheilbarer oder inoperabler Krankheiten mit, die in das Spiel aufgenommen werden sollten.
Das Spiel wurde am 12. Januar 2016 veröffentlicht, was mit dem siebten Geburtstag von Joel zusammenfiel. Die Greens ermutigten ihre Fans, am Tag der Veröffentlichung Pfannkuchen zu essen, da dies Joels Lieblingsessen war. Die Firma Razer Inc., die 2015 die Ouya-Plattform und die dazugehörigen Grundstücke erwarb, erklärte, dass alle Einnahmen aus dem Verkauf von That Dragon, Cancer auf Ouya an die Morgan Adams Foundation und Family House SF gespendet würden, zwei Wohltätigkeitsorganisationen, die die Greens während Joels Behandlung in San Francisco unterstützt hatten.
Eine iOS-Version wurde am 5. Oktober 2016 veröffentlicht.
Im April 2014 wurde ein Dokumentarfilm über die Greens und ihre Entwicklung von That Dragon, Cancer mit dem Titel Thank You for Playing angekündigt. Sie wurde von David Osit und Malika Zouhali-Worrall unabhängig von der Entwicklung des Spiels produziert. Der Dokumentarfilm wurde von PBS als Teil von POV aufgenommen und soll 2016 ausgestrahlt werden, während eine Vorabausstrahlung im August 2015 auf der PAX Expo gezeigt wurde. Dank einer erfolgreichen Kickstarter-Aktion wurde der Film in begrenztem Umfang in den Kinos gezeigt, bevor er im März 2016 digital veröffentlicht wurde. Die Dokumentation wurde am 24. Oktober 2016 im Fernsehen auf PBS ausgestrahlt. Eine Audio-Dokumentation über die Entstehung des Spiels und die Trauer der Familie bei der Vorbereitung auf Joels Tod wurde von Gimlet mit Interviews von Ryan und Amy Green produziert.
That Dragon, Cancer und Ryan Green wurden 2015 in der Dokumentation GameLoading: Rise of The Indies.

## Rezeption
That Dragon, Cancer wurde bei seiner Veröffentlichung von den Kritikern hoch gelobt. Viele äußerten sich positiv über den überwältigenden emotionalen Schwierigkeitsgrad, der den Spieler zwingt, zu erleben und zu verstehen, was die Greens mit Joel durchgemacht haben. Sam Machkevoch von Ars Technica merkte an, dass andere Spiele zwar versucht haben, ähnliche Emotionen bei den Spielern hervorzurufen, dass That Dragon, Cancer jedoch einzigartig in seiner Herangehensweise war, da es „so offen, so nackt autobiografisch und so durchdrungen von der geistigen Identität seiner Schöpfer“ war. Cassandra Khaw von Ars Technica war der Meinung, dass einige der Vignetten zwar nicht so aussagekräftig waren wie andere, That Dragon, Cancer aber das Medium Videospiel effektiv nutzte, da das Spiel den Spieler zur Interaktion zwingt, anstatt nur ein Beobachter zu sein, und uns so „zwingt, etwas von der Trauer der Schöpfer zu übernehmen und das Vermächtnis von Joels kurzem Leben anzunehmen“. Lucy O’Brien von IGN fasste ihre Rezension des Spiels als „unvollkommen, aber unvergesslich“ zusammen.
Im März 2016 erklärte Ryan Green im Namen seines Teams, dass sich das Spiel laut Steam Spy-Daten nur etwa 14.000 Mal verkauft hat und dass sie die Entwicklungskosten für das Spiel noch nicht zurückerhalten haben. Ryan wies darauf hin, dass viele Let's-Play-Videos mit mehr als einer Million Aufrufe von That Dragon, Cancer das Spiel einfach durchgespielt haben, ohne es zu kommentieren oder den Zuschauern Links und Informationen über das Spiel zur Verfügung zu stellen, so dass die Zuschauer keinen Anreiz hatten, den Titel zu kaufen, sobald sie ihn in seiner Gesamtheit gesehen hatten. Numinous Games nutzte das ContentID-System von YouTube, um einige dieser Videos zu markieren und zu entfernen, woraufhin sich einige Spieler beschwerten. Ryan gab zu, dass dies nicht der beste Ansatz war, um das Problem zu lösen. Er war der Meinung, dass sie zufrieden wären, wenn diese Zuschauer kleine Spenden auf der Website von Numinous Games hinterlassen hätten, anstatt das Spiel zu kaufen, damit Numinous weitere Titel entwickeln kann.
| Jahr | Award                                          | Kategorie                               | Ref    |
| ---- | ---------------------------------------------- | --------------------------------------- | ------ |
| 2016 | Emotional Games Awards 2016                    | Best Emotional Indie Game               | [ 24 ] |
| 2016 | Games for Change Awards 2016                   | Best Gameplay                           | [ 25 ] |
| 2016 | Games for Change Awards 2016                   | Most Innovative                         | [ 25 ] |
| 2016 | The Game Awards 2016                           | Games for Impact                        | [ 26 ] |
|      | Bafta Game Award                               | Game Innovation                         | [ 27 ] |
| 2017 | National Academy of Video Game Trade Reviewers | Game, Special Class                     | [ 28 ] |
| 2017 | 2017 SXSW Gaming Awards                        | Matthew Crump Cultural Innovation Award | [ 29 ] |